# Yūki Horigome
Yūki Horigome (jap. 堀米 勇輝 Horigome Yūki; ur. 13 grudnia 1992) – japoński piłkarz występujący na pozycji pomocnika. Obecnie występuje w Ventforet Kōfu.

## Kariera klubowa
Od 2010 roku występował w klubach Ventforet Kōfu, Roasso Kumamoto, Ehime FC i Kyoto Sanga FC.